# Rosemarie Ford
Pour les articles homonymes, voir Ford (homonymie).
Rosemarie Ford, née le 5 mars 1962 à Sherburn-in-Elmet (Royaume-Uni), est une actrice anglaise.

## Filmographie
- 1982 : Nutcracker : Dancer
- 1987 : Tanya (téléfilm) : Dancer
- 1992 : Come Dancing
- 1996 : Full Swing (série télévisée) : Voiceover
- 1998 : Cats (téléfilm) : Bombalurina